# 29125 Київфізфак
29125 Київфізфак (29125 Kyivphysfak) — астероїд головного поясу, відкритий 17 грудня 1984 року.
Тіссеранів параметр щодо Юпітера — 3,596.
Названий на честь фізичного факультету КНУ